# ئی‌ام‌دی جی‌پی۴۰اکس
ئی‌ام‌دی جی‌پی۴۰اکس (انگلیسی: EMD GP40X) یک لوکوموتیو دیزلی ساخت شرکت جنرال موتورز الکترو-موتیو دیویژن است.
این لوکوموتیو که مابین سال‌های ۱۹۷۷ تا ۱۹۷۸ تولید شده دارای ۱۶ سیلندر و ۳۵۰۰ اسب بخار توان خروجی بوده است.